# Sisters of the Golden Circle
Sisters of the Golden Circle è un cortometraggio muto del 1918 diretto da Kenneth S. Webb.

## Produzione
Il film fu prodotto dalla Vitagraph Company of America (come Broadway Star Features).

## Distribuzione
Distribuito dalla General Film Company, il film - un cortometraggio in una bobina - uscì nelle sale cinematografiche statunitensi il 22 giugno 1918.